# Eurema simulatrix
Eurema simulatrix é uma borboleta da família Pieridae. Encontra-se desde a Birmânia até Sundaland e até às Filipinas. O habitat natural consiste em clareiras florestais, estradas e margens de rios, parques e jardins.

## Subespécies
As seguintes subespécies são reconhecidas:
- E. s. simulatrix (Filipinas: Mindanao)
- E. s. princessae Morishita, 1973 (Palawan)
- E. s. tecmessa (de Nicéville & Martin, [1896]) (sul da Birmânia, Malásia Peninsular, no sul da Tailândia, Singapura, Sumatra, Java, Bornéu)
- E. s. sarinoides (Fruhstorfer, 1910) (de Sikkim até Birmânia, Tailândia, Laos)
- E. s. littorea Morishita, 1968 (Langkawi)
- E. s. inouei Shirôzu E Yata, 1973 (Tailândia, Indochina)
- E. s. tiomanica Okubo, 1983 (Tioman)

Eurema irena, às vezes, é tratada como uma subespécie de Eurema simulatrix.